# 테살리아주
테살리아주(그리스어: Θεσσαλία)는 그리스의 주 가운데 하나로, 주도는 라리사이며 면적은 14,036.64km2, 인구는 732,762명(2011년 기준), 인구 밀도는 52명/km2이다. 테살리아 지방의 카르디차현, 라리사현, 마그네시아현, 트리칼라현이 지역에 속한다.
테살리아주는 오늘날 북부 그리스 일대에 위치하고 있으며, 북쪽으로는 마케도니아, 서쪽으로는 이피로스주, 남쪽으로는 중앙그리스주, 동쪽으론 에게해와 접하고 있다. 라리사를 비롯하여 볼로스, 트리칼라, 카르디차, 티르나보스 등의 도시들이 위치하고 있으며, 스포라데스 제도 등도 이 지역에 속한다.
테살리아는 4세기 반 동안 오스만 제국의 지배를 받은 후 1881년에 현대 그리스 국가의 일부가 되었다. 1987년부터 현재까지 13개 지역 중 하나를 형성하고 있으며 2011년 칼릭라티스 개혁 이후 5개 지방 자치체와 25개 지방 자치체로 세분화되어 있다. 이 지역의 수도는 라리사이다. 테살리아는 북쪽으로는 마케도니아, 서쪽으로는 이피로스, 남쪽으로는 중앙그리스, 동쪽으로는 에게 해와 접한다. 테살리아 지방은 또한 스포라데스 제도를 포함한다.

## 같이 보기
- 테살리아